# Frog City Software
Frog City Software — компанія, що займалась розробкою відеоігор, та спеціалізувалась на стратегічних відеоіграх, заснована в 1995 році. Frog City Software була дочірньою компанією Take-Two Interactive, поки не була закрита в 2006 році.
Компанія була заснована братами Біллом Спайзом і Тедом Спайзом та Рейчелом Бернстайном.
У 2004 році Frog City Software була куплена Gathering, яка в 2005 році придбала і материнську компанію Take 2 Interactive.
Frog City Software була закрита в 2006 році; це був четвертий студійний розробник відеоігор, щоб був закритий материнською компанією Take-Two Interactive протягом цього року. У квітні того ж року, ветерани Frog City Software, в тому числі засновники Тед Спайз, Білл Спайз і Рейчел Бернстайн, заснували нову студію розробки ігор під назвою Sidecar Studios. У 2007 році Sidecar Studios була закрита.
У 2007 році Бернстайн приєднався до Electronic Arts як старший продюсер.

## Розроблені відеоігри
- Imperialism[en], 1997.
- Imperialism II: Age of Exploration[en], 1999.
- Trade Empires[en], 2001. — Використано AXVI-ігровий рушій, спочатку призначений для Pantheon.[3]
- Tropico 2: Pirate Cove, 2003.
- Snow, 2005. — Стратегічна гра про незаконний обіг наркотиків,[3] яка була відкликана в 2006 році.[4]
- Pantheon, 1998 — Ця гра, яка мала використовувати новий Frog City Software рушій AXVI, мала бути стратегією в реальному часі — рольова відеогра про грецьких богів, але створення якої було припинене в 2000 році.[3]